# Кочеджик (дърво)
Кочеджикът или Светиметодиевото дърво (на македонска литературна норма: Кочеџик, Светиметодиево дрво) е дърво от вида южна копривка  (Celtis australis) в град Охрид, Северна Македония, забележителност на града.

## Местоположение
Дървото е разположено в двора на старата охридска катедрала „Света Богородица Перивлепта“ („Свети Климент“), западно пред храма.

## История
Дървото е засадено на 6 април 1886 година от Дружеството „Свети Климент Охридски“ по повод 1000-годишнината от смъртта на Свети Методий. Охридският учител Никола Чудов пише следното стихотворение:
| „ | Цел ден те баравме тебе, одвай те найдовме, тука ке те засадиме со вода ке те поливаме, те засадивме со надеж чувствата да ни ги распламтиш, како очите ке те чуваме, вечно ке се секаваме на споменот илядалетен на юбилейот от Методия! | “ |

На 18 март 1986 година дървото е обявено за защитен паметник, а стихотворението на Чудов е изписано на паметна плоча до дървото.